# 늑대거북
늑대거북은 거북목 늑대거북과의 파충류이다. 아메리카 대륙에 널리 분포되어 있으며, 강한 치악력으로 물어뜯기 때문에 "common snapping turtle"로 불린다.

## 특징
늑대거북은 습지등에 살고 있으며 등껍질의 길이가 40~60cm이며 꼬리의 길이도 등껍질의 길이와 거의 같을만큼 길다. 꼬리에는 톱니모양의 돌기가 있고 목과 다리에도 돌기가 있다.
늑대거북의 목, 다리, 꼬리는 노르스름한 색이고 머리는 어두운 색이다. 먹이는 주로 물고기이다.
세계자연보전연맹(IUCN) 적색목록 기준으로 멸종위기 등급 취약(VU)에 해당한다.
부리를 닮은 강력한 턱과 유동적으로 움직이는 머리와 목을 가지고 있다. (이 때문에 학명인serpentina는 "snake-like" 즉, 뱀을 닮았다는 의미이다). 따라서 물리면 큰 상처를 입을 위험이 있으므로 주의해야 한다. 육지에서는 싸우기를 좋아하는 기질이 있어 성질이 사납고, 동작이 빠르다. 하지만 수중에서는 주로 도망가거나 퇴적물 아래에 숨어있는 모습을 보인다.

### 형태특성
늑대거북은 튼튼하고 근육이 발달한 꼬리와 능선이 있는 등껍질을 가진다. 특히 어린 개체일수록 능선이 두드러지는 경향이 있다. 등껍질의 색깔은 짙은 갈색에서 황갈색이며, 가장자리는 톱니 모양이다. 배면은 상대적으로 작은 편이다. 발가락에는 물갈퀴가 발달하였다.
늑대거북은 일생동안 계속 성장하는 종이다. 성체의 갑각 길이는 약 25-47cm(9.8-18.5 in)이며 약 50cm(20in)까지 성장할 수 있다. 꼬리는 약 28cm(11in)이며, 무게는 4.5-16kg(9.9–35.3 lb)로 수컷이 암컷보다 크기가 크다.  일반적으로 10cm(22 lb)가 넘는 개체는 수컷이다.  앞서 언급한 무게 이상의 표본은 예외적이지만, 발견된 야생표본중 가장 큰 개체 34kg(75lb)으로 보고되었다. 이렇게 크기가 큰 늑대거북들은 주로 서식지의 북쪽지역 부근에서 발견된다.

### 형태와 생활사
늑대거북은 밤에 활발하게 활동한다. 일반적으로 얕은 연못이나 개울에 서식하며, 일부 개체는 하구와 같은 기수환경에도 서식 할 수 있다. 이러한 물 공급부(수원)는 얕은 웅덩이이기 때문에 수생식물이 풍부하다.
흔히 볼 수는 없지만, 늑대거북은 등딱지만 물 밖에 노출된 상태로 수면에 떠다닌다. 초봄에는 쓰러져있는 통나무에 몸을 맡긴 채로 떠다니는 모습이 관찰되기도 한다. 얕은 물에서는 코와 눈만 노출된 상태로 진흙 바닥아래에 누워있다가, 가끔 숨을 쉴때만 수면 밖으로 긴 목을 뻗어 호흡한다. 이때, 주둥이의 맨 끝에 위치한 콧구멍이 스노클의 역할을 효율적으로 수행한다.

### 섭식 및 먹이사슬
잡식성인 늑대거북은 매복전술을 사용하는 똑똑한 사냥꾼이라고 할 수 있다.
육식을 선호하기는 하지만, 사냥성공률이 높지 않다. 따라서, 뱀과 작은 거북이를 포함한 파충류부터 대부분의 무척추동물, 물고기, 개구리, 작은 새, 작은 포유류 등 그들이 삼킬 수 있는 모든 것을 먹는다. 따라서 생물종 다양성 보존 측면에서 부정적인 영향을 미칠 수 있지만, 어마어마한 양의 수중식물과 죽은동물을 처리하는 수중 청소 동물의 역할을 수행하기도 한다.

### 생식 및 발생 방법

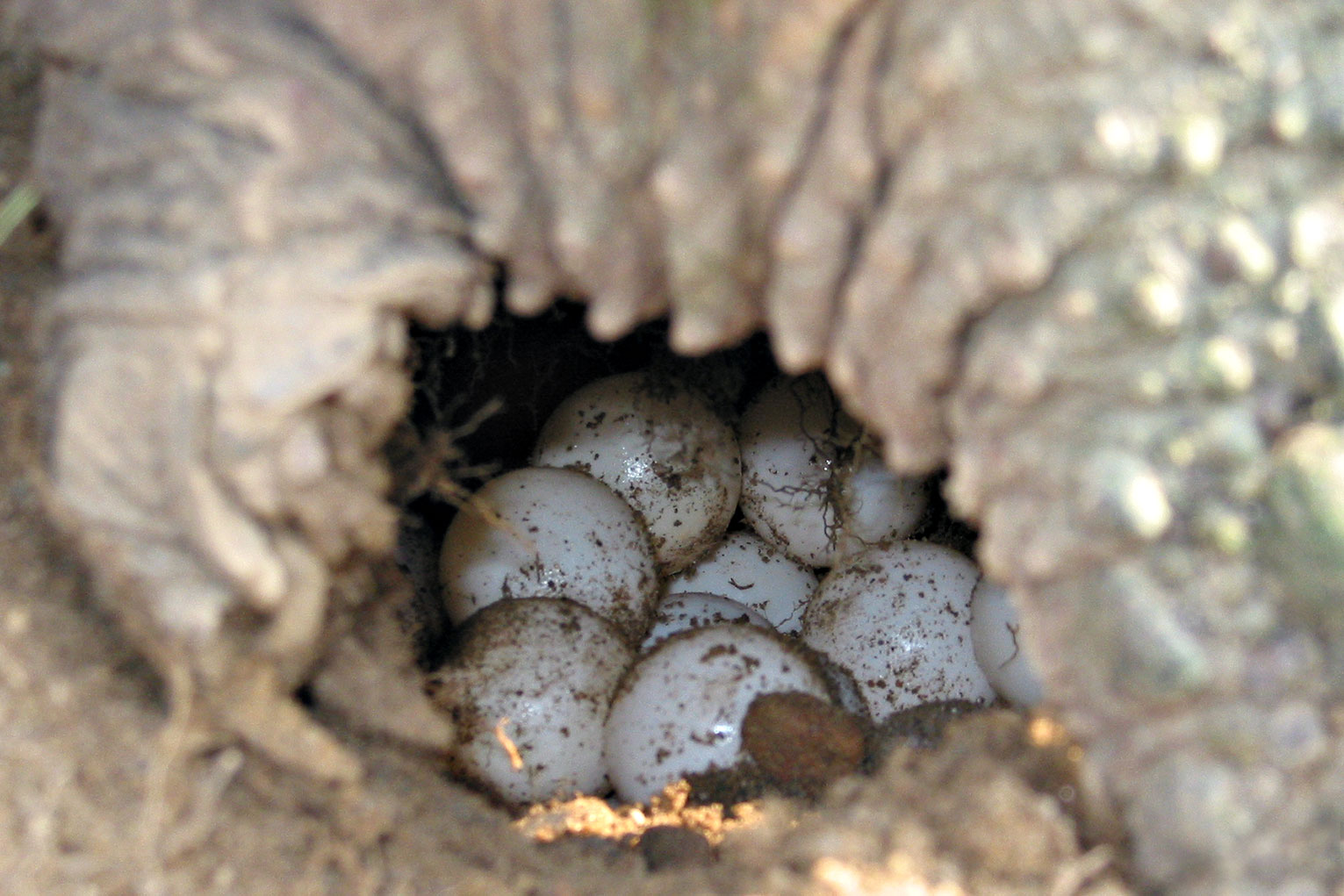
산란

늑대거북은 난생 생식을 실시한다. 4월에서 11월 사이에 짝짓기를 실시하며 6-8월 경에 산란기가 절정에 이른다. 이때 암컷은 알을 낳을 모래를 찾기 위해 육지로 올라와 구멍을 파고, 한번에 20-40개의 알을 낳는다. 부화기간은 온도에 따라 다르며, 9주에서 18주 사이이다. 그러나 배아의 부화 시에 사망률이 굉장히 높다(까마귀, 밍크, 스컹크, 여우, 라쿤 등이 늑대거북의 알을 포식한다). 이 때문에 늑대거북은 성적 성숙을 지연시키고, 성체의 수명을 연장시켰다. 또한 낮은 번식 성공률으로 반복생식한다. 수명은 50-60년 정도로 길다.

### 행동
늑대거북은 자신의 서식 환경에서 먹이사슬의 꼭대기에 위치한 종이다. (물가에 서식하는 생물 중에서는 악어 다음으로 최상위 포식자이다.) 따라서 일반적인 상황에서는 두려움이나 공격을 덜 느끼는 편이다. 허나 인간과 같이 그들에게 익숙하지 않은 종을 만나는 상황에서는, 호기심을 보이거나 상대를 파악하려 시도하는 경우는 드물다. 또한 사나운 기질을 가지고 있기는 하지만, 물속에 있을때 수영하는 사람이 다가오는 등 상대를 마주치는 경우에는 피난처를 찾아 조용히 미끄러져 근처의 진흙이나 풀 아래로 숨는 행동을 보일 것이다.

### 천적
천적은 미시시피악어, 북아메리카수달이다.

### 침입종
한국
환경부는 늑대거북을 생태계 교란 생물로 지정, 관리하고 있다. 자연생태계 유입은 아직 보고되고 있지 않으나, 반려동물로 많이 사육되었다. 따라서, 현재 늑대거북은 허가받은 경우 외 사육이 금지되어있다.

이탈리아
최근 몇년간 이탈리아 전역에서 커다란 성체의 늑대거북이 포획되었다. 인간이 애완동물로 키우다가 방류한 것이 주요 원인이다.
일본
1960년대 일본에서 늑대거북은 이국적인 애완동물로 자리잡았다.
현재는 이 종을 특정외래생물로 지정하였다.

## 같이 보기
- 악어거북

늑대거북(최대 250kg)은 악어거북(최대 455kg)에 비해 치악력이 약하다. 악어거북과 달리 깊은 수심에서도 수영을 잘한다.